# Herb Sutter
Compléments
Ex-secrétaire du comité de standardisation du langage C++ de l'ISO
Herb Sutter, est un programmeur et un consultant américain, expert reconnu du langage C++ et auteur de plusieurs ouvrages sur ce sujet.
Il est également rédacteur dans plusieurs journaux spécialisés et secrétaire du comité de standardisation du langage C++ de l'ISO.

## Guru of the Week
De 1997 à 2003, Herb Sutter propose des problèmes de programmation en C++ sur le groupe de discussion Usenet comp.lang.c++.moderated dont il était l'un des modérateurs et fondateurs.
Ses deux premiers livres, Exceptional C++ et More Exceptional C++, parus respectivement en 2000 et 2003, reprennent certains de ces problèmes de façon détaillée, en corrigeant des erreurs présentes dans les discussions.
Ces problèmes, postés sous l'intitulé Guru of the Week restent encore aujourd'hui des références.
87 d'entre eux sont regroupés sur son site du même nom.
Le 1er janvier 2008, Herb Sutter publie un 88e et dernier Guru of the Week sur son site.

## Comité de standardisation du langage C++ de l'ISO
Herb Sutter est secrétaire du comité de standardisation du langage C++ de l'ISO durant une dizaine d'années.
Il cède sa place en septembre 2008 à P.J. Plauger.
En novembre 2009, alors que son successeur a annoncé qu'il quittait le poste, il envisage de se présenter à nouveau.

## Microsoft
Herb Sutter est employé chez Microsoft depuis 2002, où il a dirigé la conception du C++/CLI.
Il a travaillé sur Prism, pour l'introduction de la programmation parallèle dans Visual Studio.
En novembre 2024, après 22 ans chez Microsoft, Sutter quitte l'entreprise pour rejoindre Citadel Securities.

## Effective Concurrency
À partir du 2 juillet 2007, Herb Sutter publie des articles sur la programmation parallèle dans Dr. Dobb's Journal.